# Bauné

Bauné este o comună în departamentul Maine-et-Loire, Franța. În 2009 avea o populație de 1,570 de locuitori.